# کتریج سارداریان
کتریج خاچیکی سارداریان (ارمنی: Կտրիճ Խաչիկի Սարդարյան؛ زادهٔ ۱ ژوئن ۱۹۴۷) یک تاریخ‌نگار و سیاستمدار اهل ارمنستان است که از تاریخ ۱۹۹۵ تا تاریخ ۱۹۹۹ سمت نمایندگی دوره اول مجلس ملی جمهوری ارمنستان را برعهده داشت.

## زندگی‌نامه
در ۱ ژوئن ۱۹۴۷ در روستای آرزاکان به دنیا آمد و از دانشگاه دولتی ایروان فارغ‌التحصیل شد. 

## یادداشت
1. ↑  պատմական գիտությունների թեկնածու